# Roberto Pruzzo
Roberto Pruzzo (ur. 1 kwietnia 1955 w Crocefieschi) – piłkarz włoski grający na pozycji napastnika. Nosił przydomek "Il Bomber".

## Kariera klubowa
Pruzzo urodził się w miasteczku Crocefieschi leżącym w prowincji Genua. Karierę piłkarską rozpoczął w niedalekiej Genui w tamtejszym klubie Genoa CFC W 1973 roku włączono go do kadry pierwszej drużyny, a 2 grudnia zadebiutował w rozgrywkach Serie A, w zremisowanym 1:1 wyjazdowym meczu z AC Cesena. W pierwszym sezonie rozegrał 19 spotkań w lidze, ale nie zdobył gola. Genoa na koniec sezonu spadła jednak do Serie B i w sezonie 1974/1975 Pruzzo występował w tych rozgrywkach i zdobył 12 bramek. W sezonie 1975/1976 zdobył ich 18 i przyczynił się do powrotu Genoi do Serie A. Po powrocie znów wykazał wysoką skuteczność i ponownie 18-krotnie pokonywał bramkarzy rywali i został wicekrólem strzelców ligi o 3 gole ustępując Francesco Grazianiemu z Torino Calcio. W Genoi grał także przez kolejny rok, a łącznie przez całe 5 lat pobytu w tym klubie zagrał w 143 spotkaniach ligowych i strzelił 57 bramek.
Latem 1978 Pruzzo przeszedł do stołecznej Romy, co było jednym z większych hitów transferowych tamtego sezonu. W jej barwach zadebiutował już w pierwszej kolejce w wyjazdowym spotkaniu z Hellas Werona (1:1) i w 81. minucie zdobył wyrównującego gola. Pod wodzą trenera Ferruccia Valcareggiego zespół zajął jednak dopiero 10. miejsce w lidze, a z 9 golami Pruzzo był jego najlepszym strzelcem. W sezonie 1979/1980 Pruzzo wywalczył swój pierwszy sukces w karierze, jakim było zdobycie Pucharu Włoch. W sezonie 1980/1981 powtórzył ten sukces, a do tego wywalczył wicemistrzostwo kraju. W Serie A strzelił 18 goli, dzięki czemu został po raz pierwszy w karierze królem strzelców ligi. W sezonie 1981/1982 pod wodzą Nilsa Liedholma Roma zajęła 3. pozycję w Serie, w czym dużą zasługę miał Roberto. Zdobył 15 bramek po raz drugi z rzędu zostając najlepszym strzelcem włoskiej ekstraklasy. W 1983 roku Pruzzo wygrał swoje pierwsze i jedyne w karierze mistrzostwo Włoch (12 bramek w sezonie). W 1984 roku dotarł z drużyną "giallorossich" do finału Pucharu Mistrzów. Wystąpił przez 64 minuty meczu z Liverpoolem, wcześniej w 42. minucie zdobywając gola (strzałem głową przelobował bramkarza "The Redsa" Bruce'a Grobbelaara). Jego koledzy gorzej wykonywali rzuty karne i Puchar Mistrzów pojechał do Liverpoolu. Na pocieszenie drużyna Liedholma wywalczyła wicemistrzostwo Włoch oraz krajowy puchar. W 1986 roku zdobył swój trzeci Puchar Włoch, a także swoje trzecie wicemistrzostwo kraju. Osiągnął także swój najlepszy dorobek bramkowy w sezonie - 19 goli - dzięki czemu po raz trzeci został najlepszym strzelcem Serie A. W kolejnych dwóch sezonach Pruzzo grał jednak coraz mniej i ostatecznie przegrał rywalizację z Rudim Völlerem. W Romie zagrał łącznie w 240 spotkaniach i strzelił 106 goli.
Latem 1988 Pruzzo odszedł do Fiorentiny. W "Violi" spędził jednak tylko jeden sezon. Rozegrał 11 meczów, nie zdobył gola i po sezonie zdecydował się zakończyć piłkarską karierę. Liczył sobie wówczas 34 lata.

## Kariera reprezentacyjna
W reprezentacji Włoch Pruzzo zadebiutował 23 września 1978 roku w wygranym 1:0 towarzyskim meczu z reprezentacją Turcji. W 1980 roku został powołany przez selekcjonera Enza Bearzota do kadry na Mistrzostwa Europy 1980. Nie zagrał tam jednak w żadnym meczu. Przez całą karierę rozegrał tylko 6 spotkań i nie zdobył gola.

## Kariera trenerska
W drugiej połowie lat 90. Pruzzo został trenerem, jednak nie osiągnął większych sukcesów. W Serie C2 prowadził drużyny FC Esperia Viareggio i Teramo Calcio, a w Serie C1 Alessandrię. W 2002 roku w Serie B na krótko przejął zespół US Palermo (nastąpiła wówczas zmiana prezydenta klubu - Franca Sensiego zastąpił Maurizio Zamparini). W latach 2004–2006 był asystentem Giuseppe Gianniniego w zespołach U.S. Foggia i S.S. Sambenedettese Calcio.